# ニセコテレビ中継局
ニセコテレビ中継局（ニセコテレビちゅうけいきょく）は、北海道虻田郡ニセコ町ニセコにあるテレビ中継局。ここでは併設されているニセコFMラジオ中継局についても記述する。

## 概要
- アナログテレビは1986年（テレビ北海道（TVh）は1993年12月3日）に開局。それまでは倶知安町に倶知安中継局が設けられていた。
- デジタルテレビは2008年12月24日に、NHK・民放とも同時に開局。
- 出力がアナログテレビ50W、デジタルテレビ5W、FMラジオ30Wで、羊蹄山地区周辺の基幹局になっている。
- なお、蘭越町港町に設置されている寿都中継局と真狩村美原の軍人山に設置されている南羊蹄中継局には、TVhのアナログ中継局が設置されていない。この場合、寿都中継局エリアでは黒松内中継局を、南羊蹄中継局エリアでは当中継局を利用して受信されている。また、デジタル中継局は後志管内のすべての局にTVhの中継局が設置されている。

## テレビ放送送信施設

### 地上デジタルテレビジョン放送概要
| ID | 放送局名             | 物理 チャンネル | 空中線 電力 | ERP | 放送対象地域                    | 放送区域 内世帯数 | 開局日          |
| -- | -------------------- | --------------- | ----------- | --- | ------------------------------- | ----------------- | --------------- |
| 1  | HBC 北海道放送       | 19              | 5W          | 21W | 北海道                          | 約12,700世帯      | 2008年 12月24日 |
| 2  | NHK 札幌教育         | 13              | 5W          | 21W | 全国                            | 約12,700世帯      | 2008年 12月24日 |
| 3  | NHK 札幌総合         | 15              | 5W          | 21W | 石狩・空知 （滝川市以南）・後志 | 約12,700世帯      | 2008年 12月24日 |
| 5  | STV 札幌テレビ放送   | 21              | 5W          | 21W | 北海道                          | 約12,700世帯      | 2008年 12月24日 |
| 6  | HTB 北海道テレビ放送 | 23              | 5W          | 21W | 北海道                          | 約12,700世帯      | 2008年 12月24日 |
| 7  | TVh テレビ北海道     | 14              | 5W          | 22W | 北海道                          | 約12,700世帯      | 2008年 12月24日 |
| 8  | UHB 北海道文化放送   | 25              | 5W          | 21W | 北海道                          | 約12,700世帯      | 2008年 12月24日 |

- 全ての物理チャンネルが札幌送信所と同じ｡

### 地上アナログテレビジョン放送概要
| チャンネル | 放送局名             | 空中線 電力        | ERP               | 放送対象地域                                     | 放送区域 内世帯数 | 偏波面   |
| ---------- | -------------------- | ------------------ | ----------------- | ------------------------------------------------ | ----------------- | -------- |
| 30         | HBC 北海道放送       | 映像50W/ 音声12.5W | 映像230W/ 音声57W | 北海道                                           | 約15,200世帯      | 水平偏波 |
| 32         | STV 札幌テレビ放送   | 映像50W/ 音声12.5W | 映像230W/ 音声58W | 北海道                                           | 約15,200世帯      | 水平偏波 |
| 38         | HTB 北海道テレビ放送 | 映像50W/ 音声12.5W | 映像230W/ 音声57W | 北海道                                           | 約15,200世帯      | 水平偏波 |
| 40         | UHB 北海道文化放送   | 映像50W/ 音声12.5W | 映像230W/ 音声57W | 北海道                                           | 約15,200世帯      | 水平偏波 |
| 42         | TVh テレビ北海道     | 映像50W/ 音声12.5W | 映像220W/ 音声56W | 北海道                                           | 約15,200世帯      | 水平偏波 |
| 44         | NHK 札幌教育         | 映像50W/ 音声12.5W | 映像220W/ 音声56W | 全国                                             | 約15,200世帯      | 水平偏波 |
| 46         | NHK 札幌総合         | 映像50W/ 音声12.5W | 映像220W/ 音声56W | 石狩・空知 （滝川市以南）・後志 （黒松内町以外） | 約15,200世帯      | 水平偏波 |

- 2011年7月24日をもって廃止された。
- かつてNHK総合が22ch、NHK教育が20ch、TVhが24chで放送されていた。これは室蘭送信所開局に伴う混信対策で現在のチャンネルになっている。

## FMラジオ放送概要

### 現存する中継局
| 周波数 （MHz） | 放送局名     | コールサイン   | 空中線 電力 | ERP | 放送対象地域                                     | 放送区域 内世帯数 | 偏波面   |
| -------------- | ------------ | -------------- | ----------- | --- | ------------------------------------------------ | ----------------- | -------- |
| 78.9           | NHK 札幌FM   | 中継局の為無し | 30W         | 31W | 石狩・空知 （滝川市以南）・後志 （黒松内町以外） | 不明              | 水平偏波 |
| 76.2           | ラジオニセコ | JOZZ1BB-FM     | 20W         | 27W | ニセコ町の一部                                   | 約2,100世帯       | 垂直偏波 |

### 廃止された中継局
| 周波数 （MHz） | 放送局名     | コールサイン | 空中線 電力 | ERP | 放送対象地域 | 放送区域 内世帯数 | 偏波面   |
| -------------- | ------------ | ------------ | ----------- | --- | ------------ | ----------------- | -------- |
| 83.5           | FMニセコ放送 | JOZZ1AW-FM   | 20W         | 37W | 倶知安町     | 約6,900世帯       | 水平偏波 |

#### 補足
- 在札民放エフエム局であるAIR-G'、NORTH WAVEは、当地に中継局を設置されていない。
- FMニセコ放送は、2006年11月16日に予備免許交付、12月12日に本免許交付、12月18日に開局し、2007年9月22日で廃止。
- ラジオニセコは、2011年12月26日に予備免許交付、2012年3月30日に本免許交付、3月31日に開局。

## 備考

### 放送エリア
- ニセコ町、倶知安町、京極町の全域、喜茂別町、真狩村、留寿都村、蘭越町、共和町のそれぞれ一部地域。
- 共和町は国富中継局・岩内中継局でもカバーしている。

### その他
- アナログテレビジョン放送は、札幌放送局の管轄下にあるため音声多重放送を楽しむことができる。アナログデータ放送・字幕放送も楽しめるが、特殊な機器を使わないと楽しめない。
- デジタルテレビジョン放送は、一般のテレビで音声多重放送・データ放送・字幕放送を楽しめる。
- 局舎はNHK・民放とも1つに集約されている。